# 川中なほ子
川中 なほ子（かわなか なほこ、1929年1月24日 - 2017年10月17日）は、日本の宗教哲学者。

## 略歴
1950年東京女子大学在学中にイエズス会の洗礼を受ける。東京女子大学（哲学科）、オックスフォード大学大学院神学部（宗教哲学専攻）卒業。藤女子大学教授、副学長を務めた。日本ニューマン協会会員。夫は川中康弘・上智大学教授。次男は川中仁・上智大学教授、副学長。兄は心理学者の相場均（高田敏江の亡夫）。

## 著書
- 『女子学生相談室から』福武書店 1983
- 『愛と悔悛の記憶』教友社 2007
- 『神を仰いで 命と心をつなぐ母の想い』南窓社 2009
- 『老いて病み、想う』教友社 2012
- 『民芸の人柳宗悦のキリスト教理解』教友社 2013
- 『キリストに生きる感謝 川中なほ子回顧録』教友社 2014
- 『J・H・ニューマン研究』教友社 2015

### 共編著
- 『女性学のエチカ 心が心に語る』伊藤春樹共著 南窓社 2001
- 『J.H.ニューマンの現代性を探る』岡村祥子共編 南窓社 2005

### 翻訳
- ハンク・ケチャム『わんぱくデニス』朝日イブニングニュース社 1977
- O.チャドウィック『ニューマン』教文館 コンパクト評伝シリーズ 1995
- イアン・カー『キリストを生きる ニューマンの神学と霊性』橋本美智子共訳 教友社 2006

## 論文
- <川中なほ子